# Les Malheurs de Chrissa

Les Malheurs de Chrissa (An American Girl: Chrissa Stands Strong) est un téléfilm américain réalisé par Martha Coolidge en 2009 et diffusé le 12 février 2011 sur Gulli.

## Synopsis
Quelques mois après la mort de son grand-père, Chrissa emménage chez sa grand-mère avec ses parents et son frère. La gentille petite Chrissa ne s'intègre pas bien dans sa nouvelle école. Ses camarades ne lui laissent rien passer et rivalisent de malice pour lui causer des problèmes. Dans le bus, dans la cour, et même à la piscine, les enfants lui mènent la vie dure. Courageusement, Chrissa résiste.

## Fiche technique
- Titre original : An American Girl: Chrissa Stands Strong
- Réalisateur : Martha Coolidge
- Scénario : Mary Casanova et Christine Coyle Johnson
- Dates de diffusions : 
  - 12 février 2011 sur Gulli
- Durée : 90 minutes.

## Distribution
- Sammi Hanratty : Chrissa Maxwell
- Austin Thomas : Tyler Maxwell
- Michael Learned : Jedhit Mondold
- Adair Tishler : Tara James
- Ariela Barer : Sonali Matthews
- Kaitlyn Dever : Gwen Thompson
- Don Franklin : Mr. Beck
- Joanne Baron : Mrs. Ziminsky
- Shelby Harmon : Jayden Johnson